# Anotylus mimulus
Anotylus mimulus är en skalbaggsart som först beskrevs av Sharp 1874.  Anotylus mimulus ingår i släktet Anotylus och familjen kortvingar. Inga underarter finns listade i Catalogue of Life.